# Club Deportivo 20 de Agosto
Il Club Deportivo 20 de Agosto è una società calcistica boliviana di Trinidad.

## Storia
In seguito alla sua fondazione prese parte al campionato del Dipartimento di Beni. Partecipò alla Copa Simón Bolívar nel 1976. Fu tra le società fondatrici della massima serie professionistica, prendendo parte alla prima stagione; giunse al penultimo posto nel proprio gruppo, denominato "Serie B", con 5 punti in 14 gare. Nel 1978 concluse invece il campionato all'ultimo posto in classifica, sempre nella Serie B; decise poi di non partecipare più alla competizione per problemi finanziari.